# Bwanabwana
Bwanabwana (Tubetube) je Papuomelanezijsko pleme ili narod sa zaljeva Milne Baya (provincija Milne Bay), nastanjenih na 11 malenih otočića Tubetube, na području od preko 600 četvornih kilometara. Njihov jezik, od jezikoslovaca je prema otočju Tubetube dobio svoje ime. Ovaj narod danas je uveliko prihvatio europsku kulturu i kršćanstvo. 2005 godina bilo ih je 3,500.

## Vanjske poveznice
- Bwanabwana language
- God Cares for the Bwanabwana People[neaktivna poveznica]